# 코스모코스
코스모코스(영어: COSMOCOS COSMETICS)는 대한민국의 화장품 회사이다. 바디케어, 스킨케어, 메이크업 제품 등을 생산하고 있으며, 주요 생산 브랜드로는 다나한, 비프루브, 플로르드망과 자체 유통인 화장품 멀티숍 '뷰티 크레딧'이 있다.

## 사업
1992년 설립된 코스모코스의 전신 소망화장품은 아모레퍼시픽, LG생활건강, 한국화장품, 코리아나 화장품 등과 함께 1990년대 국내 화장품 시장을 주름잡던 토종브랜드이다. '남성 컬러로션'으로 유명한 생활케어 브랜드 '꽃을 든 남자'를 비롯해 한방 브랜드 '다나한', 안티에이징 전문 브랜드 'RGII' 등의 스킨샤워, 컬러로션, 팔자주름 크림, 에코버블폼헤어칼라 히트제품을 출시하며 슈퍼브랜드 7년 연속 수상, 브랜드 가치평가 1위, 대한민국 베스트 화장품 등에 선정되는 등 높은 품질과 브랜드 가치를 인정받으며 업계의 주목을 받았다. 하지만 2000년대 들어 중저가 화장품 브랜드숍에 밀려 브랜드 이미지가 노후화되며 위기를 맞았다.
2011년 6월, KT&G 자회사로 편입된 후 2016년 9월, 글로벌 화장품 브랜드로 도약하기 위해 사명을 '세계', '우주'를 뜻하는 '코스모'(COSMO)와 화장품을 뜻하는 '코스메틱'(COSMETICS)을 결합한 코스모코스로 변경했다. ‘새로운 아름다움을 창조하는 글로벌 리딩 뷰티 컴퍼니’라는 비전을 담고 있다. 코스모코스는 2016년 10월 28일 지분을 출자한 중저가 브랜드숍 비프루브를 런칭하고 오프라인 매장과 온라인몰을 오픈 하였다.
ISO9001(품질경영시스템), ISO45001(안전보건경영시스템), ISO14001(환경경영시스템), ISO22716, CGMP, EVE VEGAN, 의약외품제조, 동물용의약외품제조 등의 글로벌 인증을 보유하고 있다.
코스모코스는 중국, 미국, 일본, 러시아 등 세계 20여 개국으로 수출하고 있으며, 각 국가별 특성에 맞는 현지화 전략과 공격적인 영업으로 해외시장 개척을 하고 있다. 최근에는 ODM사업의 활성화를 통해 가시적인 성과를 창출하고 있다. 

## 연혁
- 1992년 11월, 소망화장품 창립
- 1995년 6월, 인천남동공단 공장 준공
- 1997년 7월, 꽃을든남자 브랜드 론칭
- 2000년 3월, 에소르 브랜드 론칭
- 2001년 6월, 인천남동공단 공장 리뉴얼
- 2003년 3월, 대한민국 베스트브랜드 수상
- 2004년 2월, 다나한 브랜드 론칭
- 2005년 12월, 대한민국 베스트 브랜드 3년 연속 수상
- 2009년 2월, 염모염색제 파워 브랜드 1위 수상
- 2010년 6월, 소비자불만 자율관리 프로그램(CCMS)도입
- 2010년 9월, RGⅡ 프리미엄 EX브랜드 론칭
- 2011년 8월, 부동산컨설팅 분야를 소망글로벌주식회사로 분할.
- 2011년 10월, KT&G 계열사 편입
- 2012년 5월, 에스테티카 프로페셔널 미용 전문 브랜드 론칭
- 2012년 7월, 소비자중심경영(CCM) 재인증
- 2012년 12월, RGⅢ 프로페셔널 미용전문 브랜드 론칭
- 2013년 2월, 꽃을든남자 ENERGY FACTORY 브랜드 런칭
- 2013년 9월, 화장품 GMP인증
- 2013년 7월, ISO22716 인증
- 2014년 7월, 꽃을든남자 프리미엄 브랜드지수 1위 수상
- 2014년 11월, 보이스미러 대한민국 광고대상 온라인/프로모션 2개 부문 대상 수상
- 2015년 9월, 유스베리 라인 런칭
- 2015년 11월, 플로르드망 쇼핑몰 오픈
- 2016년 9월, COSMOCOS 출범
- 2016년 10월, 비프루브 브랜드 론칭
- 2021년 2월, 콬몰[깨진 링크(과거 내용 찾기)] 쇼핑몰 오픈
- 2021년 6월, ISO14001, ISO45001 인증
- 2021년 12월, 인천광역시 환경관리 우수기업 선정
- 2022년 5월, ISO9001(품질경영시스템)인증

## 자체 브랜드
코스모코스에서 출시하는 브랜드는 다음과 같다.
- 비프루브(VPROVE) ※로드샵
- 다나한(Danahan)
- 플로르드망(FLOR de MAN)
- 뷰티크레딧 ※멀티숍

## 단종 브랜드
- 오늘 (Onl)